# Petřiny (metropolitana di Praga)
Petřiny è una stazione della linea A della metropolitana di Praga.

## Storia
La stazione è stata attivata il 6 aprile 2015.

## Strutture e impianti
La stazione, progettata dall'architetto Jiří Pešata, è sotterranea ed è dotata di 2 binari, serviti da una banchina centrale.

## Servizi
La stazione è dotata di ascensori per le persone a mobilità ridotta.
- Biglietteria

## Interscambi
- Fermata autobus (linee 108, 164, 168 e 191)[3]
- Fermata tram (linee 1 e 2)[3]